# 学校の怪談 (テレビドラマ)
『学校の怪談』（がっこうのかいだん）は、日本のテレビドラマシリーズ。ジャンルは学園ホラーもの。1994年1月14日から3月25日まで、関西テレビで放送された。全11回。また本作品から派生したスペシャルドラマも数本製作された。
ホラードラマとしての質はかなり高く、清水崇や矢口史靖、黒沢清、中田秀夫、鶴田法男といった著名な映画監督や、脚本では『リング』シリーズの高橋洋や、『ほんとにあった怖い話』の小中千昭、『おくりびと』の小山薫堂も参加している。
VHS化
ビデオ
【リアリスティックホラー　学校の怪談 I】ポニーキャニオン、PCVP-31483 (1994.8.19)（「花子さん」「私のジュリエット」）
【リアリスティックホラー　学校の怪談 II】ポニーキャニオン、PCVP-31484 (1994.8.19)（「妖怪テケテケ」「歩いてくるよ」）
【リアリスティックホラー　学校の怪談 III】ポニーキャニオン、PCVP-31485 (1994.8.19)（「闇より囁くもの」「大鏡」）
【リアリスティックホラー 学校の怪談　全３巻セット】ポニーキャニオン、PCVP-31483～31485 (1994.8.19)
黒澤清監督の第11回「あの子はだあれ？」のみ、とある諸事情により現在まで、レンタル化、セル化は、されていない。

## 概要
池乃めだかをストーリーテラー（案内人）として学校を舞台とするオムニバスホラー・ドラマを放送した。本作品は関西テレビ制作「阪急ドラマシリーズ」の最終作となった。
第1回が、1994年1月14日放送、最終回の第11回が3月25日放送。
第1回〜第10回までが、1994年8月19日にVHSビデオ化。
また第11回「あの子はだあれ?」のみが、諸事情により、セル化、レンタル化はなされていない。
2002年8月13日にWOWOWにて、第11回「あの子はだあれ?」が『学校の怪談“最恐”の傑作選 其の壱』の中の1本として再放送された。

第11回「あの子はだあれ?」のストーリーは、桜ヶ丘付属中学に転校してきた二年生の洋子（馬渕英里何）は、通学初日から学校で数々の霊体験に遭い、なかなかクラスに溶け込むことができない。同級生のアケミ（上園小雪）の話によると、以前にもこの学校に転校してきた生徒が一週間もしないうちに辞めてしまったという。それは、転校生用に倉庫から出してくる机に昔、交通事故で亡くなった女性徒の霊がとりついていたことが原因だった。という内容のものである。
また、本作品のスタッフの一人であった小中千昭によれば、神戸連続児童殺傷事件の影響で放映が延期されたことがあったことがあるが、「あの子はだあれ？」がレンタル、セル化されていないこととは、一切関係はない。

### 出演
- ストーリーテラー： 池乃めだか

### 各回タイトル・出演者
- 第1回「歩いて来るよ」- 出演：林愛、柴立朝美、杉本あずみ、當島未来、中村正ほか
- 第2回「闇より囁くもの」 - 出演：竹下舞、山本香織、浦田明子、宮田圭子ほか
- 第3回「花子さん」 - 出演：本田智一、車和也、寺田卓司、石原誠ほか
- 第4回「音楽室の少女」 - 出演：福田賢二、藤田香織（音楽室の少女）、白川明彦ほか
- 第5回「逢いたい」 - 出演：沢田憲一、山口公美、南方英二ほか
- 第6回「妖怪テケテケ」 - 出演：東風平千香、辻本貴則、山崎彰ほか
- 第7回「げんごうろうぶな」
- 第8回「私のジュリエット」 - 出演：今井里奈、松本麻希、津崎智晴ほか
- 第9回「大鏡」 - 出演：長野いずみ（国生加奈江）、吉見謙一（早川洋平）、長瀬有紀子（仲村今日子）、春名麻紀（千賀子）、高田尚美（きよみ）ほか
- 第10回「絶叫ハイスクール」 - 出演：市川久美、森脇愛美、大野美幸ほか
- 第11回「あの子はだあれ?」 - 出演：馬渕英里何、上園小雪、上村厚文、新海百合子ほか

## 学校の怪談R
1996年7月20日に関西テレビで放送されたスペシャルドラマ。
「6年2組、ひとりぼっちの同窓会」「妖怪リリーちゃん」の2篇からなるオムニバス学園ホラードラマ。のちに東宝ビデオよりビデオソフト化された。

### 出演
- ストーリーテラー：池乃めだか

### 第1話：6年2組 ひとりぼっちの同窓会

#### 出演
- 吉橋 勲(イサオ)：佐野瑞樹
- 堀井レイコ：遠野凪子
- 南周平
- 松嶋亮太
- 松田千晴
- 鈴木瑠美
- 松丸祐子
- 平野博子

### 第2話：妖怪リリーちゃん

#### 出演
- 宮田和子：知念里奈
- 岡本綾
- 先生：田村翔子

## 学校の怪談f
1997年7月19日13:54 - 15:20に関西テレビで放送されたスペシャルドラマ。
「霊ビデオ」「保健室」「廃校綺談」の3篇からなるオムニバス学園ホラー。
ポニーキャニオンによりビデオ化されている。

### 出演
- ストーリーテラー：池乃めだか

#### 霊ビデオ
監督：中田秀夫
- 増田裕子
- 馬渕英里何
- 松尾れい子
- 木原恵里
- 菊地百合子
- 有坂来瞳

#### 保健室
- 大野麻耶
- 大森玲子

#### 廃校綺談
監督：黒沢清　脚本：大久保智康、黒沢 清
- 大沢健人
- ベンガル
- 諏訪太朗

## 学校の怪談G
1998年9月27日12:54 - 14:20に関西テレビで放送されたスペシャルドラマ。
中篇「食鬼」「木霊」と、短篇「片隅」「4444444444」、そして三篇のアニメーション作品からなるオムニバス学園ホラー。
徳間ジャパンによりビデオソフト化されている。
「片隅」および「4444444444」は清水崇の『呪怨』シリーズを構成するエピソードでもあり、『THE JUON/呪怨』のDVDにも収録されている。

### 出演
- ストーリーテラー：池乃めだか

#### 食鬼
- 前田亜季
- 内田春菊
- 牟田将士
- 木下ほうか
- 倉沢桃子
- 百瀬茉莉奈

#### 木霊
- 優子：山口美沙
- 和美：金井愛砂美
- 瞳：菅原かおり
- 宮下：柴田陽亮
- 有賀：青木結矢(水越友紀)
- 田島先生：田上香織
- 木霊：及川翔

#### 片隅
- 大村彩子
- 鹿島かんな
- 藤貴子

#### 4444444444
- 安藤一志
- 澤田大城

## 学校の怪談 春のたたりスペシャル
1999年3月30日に関西テレビで放送されたスペシャルドラマである。後に『学校の怪談 たたりスペシャル』とのタイトルでビデオソフト化された。

### 第1話：先生、僕が見えますか

#### 出演
- 坂井真紀
- 渡辺いっけい
- 中村久美
- 佐々木和徳
- 奥村公延

#### スタッフ
- 演出・脚本：片岡K

### 第2話：たたり

#### 出演
- 岡本綾
- 鈴木砂羽
- 阿部サダヲ

#### スタッフ
- 演出：鶴田法男
- 原案：中山市朗/木原浩勝
- 脚本：高橋洋

### 第3話：悪魔の選択

#### 出演
- 竹中直人
- 真野きりな
- 徳井優
- 山本竜二
- 内田春菊

#### スタッフ
- 演出・脚本：矢口史靖

### 第4話：呪われた課外授業
演出は東宝の吸血鬼映画シリーズ「血を吸うシリーズ」の監督を務めた山本迪夫、脚本を「血を吸うシリーズ」のプロデューサーを務めた田中文雄が担当しており、田中は同作について「血を吸うシリーズ」と同じことをしたと述べている。

#### 出演
- 市川染五郎
- 黒須麻耶
- 石丸謙二郎
- 清水大敬
- 石川真希
- 仲谷昇
- 池乃めだか

#### スタッフ
- 演出：山本迪夫
- 脚本：田中文雄

## 学校の怪談 春の呪いスペシャル
2000年3月28日に関西テレビで放送されたスペシャルドラマである。後に『学校の怪談 呪いスペシャル』とのタイトルでビデオソフト化された。
「オープニング：魔界教室」、「第1話：恐怖心理学入門」、「第2話：アサギの呪い」、「第3話：ドロップ」、「第4話：おぞけ」のオムニバスホラーである。大学を舞台に展開されるエピソードや、教師を主人公として展開されるストーリーなどしてそれまでの『学校の怪談』の諸エピソードとは趣を異にしている。

### オープニング：魔界教室

#### 出演
- 教師：竹中直人

#### スタッフ
- 演出・脚本：矢口史靖

### 第1話：恐怖心理学入門

#### 出演
- 佐藤：安藤政信
- 井口：藤井隆
- マリコ：真野きりな
- 松永大司
- 武藤陶子
- 大家：角替和枝
- 町野あかり
- 伊丹弥生：土屋久美子
- 大槻修治
- 黒田美樹
- 石垣光代
- 渡辺淳
- 秋枝直樹
- 田中教授：筒井康隆

#### スタッフ
- 演出・脚本：矢口史靖

### 第2話：アサギの呪い

#### 出演
- 水川綾：内山理名
- 杏子：江川有未
- 神野真由：彩花
- アサギ：ガク

#### スタッフ
- 演出：長江俊和
- 脚本：野尻康之

### 第3話：ドロップ

#### 出演
- 松田：根津甚八
- 竹内雅也：久野雅弘
- 鈴木博之
- 先生：清水大敬
- 先生：高橋睦美

#### スタッフ
- 演出：李闘士男
- 脚本：小山薫堂

### 第4話：おぞけ

#### 出演
- 鈴木詩織：宝生舞
- 佐竹秀子：手塚理美
- 小久保カズキ：大浦龍宇一
- 渡辺理恵：板谷由夏
- 石川マユミ：辻香緒里
- 木下ほうか
- インターネットの解説者：鶴田法男
- 三原伸之
- 浅野大
- 大橋祐太朗
- 郭智博
- はせさん治
- 三田村周三

#### スタッフ
- 演出：水谷俊之
- 脚本：相良敦子

## 学校の怪談 春の物の怪スペシャル
2001年3月27日に関西テレビで放送されたスペシャルドラマである。後に『学校の怪談 物の怪スペシャル』のタイトルでビデオソフト化された。

### オープニング&エンディング：魔界学園

#### 出演
- 竹中直人
- 柴咲コウ
- アンソニー・パッスウェル
- ベリンダ・パッスウェル
- ゼニス

#### スタッフ
- 演出・脚本：矢口史靖

### 第1話：怪猫伝説

#### 出演
- 深津絵里
- 茂山逸平
- 志賀慶太郎
- 寺十吾
- 猫田直
- 杉田浩子
- 阪田美和
- 梅田宏
- 石垣光代
- 山本有美

#### スタッフ
- 演出・脚本：矢口史靖

### 第2話：何かが憑いている

#### 出演
- 池脇千鶴
- 奈良沙緒理
- 平山綾
- 米田リカ
- 児玉美智子
- 嶋田豪
- 清水大敬
- 吉沢京子
- 宮崎美子

#### スタッフ
- 演出：鶴田法男
- 脚本：三宅隆太
- 原作：「ほんとにあった怖い話」

### 第3話：俺たちの文化祭

#### 出演
- 伊藤淳史
- 須藤理彩
- 妻夫木聡
- 有田哲平
- 香川照之
- 藤田和久
- 赤澤啓仁
- 佐藤香奈

#### スタッフ
- 演出：緒方明
- 脚本：斉藤久志

### 第4話：花子さん

#### 出演
- 京野ことみ
- 加藤晴彦
- 木戸雅美：馬渕英里何
- 加瀬亮
- 吉見絹
- 伊藤瞳

#### スタッフ
- 演出：黒沢清
- 脚本：香川まさひと